# Da Beatminerz
Da Beatminerz es un dúo de producción de hip hop de Brooklyn, Nueva York, conocidos por su sonido oscuro, tan popular en la escena del hip hop underground. La crew, originalmente compuesta por los hermanos Mr. Walt y DJ Evil Dee, fue fundado en 1992, e hicieron su debut de producción con el grupo de Evil Dee, Black Moon, en el sencillo "Who Got Da Props?". Produjeron íntegramente el aclamado debut de Black Moon Enta Da Stage en 1993, y más adelante continuaron trabajando con Buckshot de Black Moon y su crew Boot Camp Clik. En 1995, junto con su tercer miembro oficial Baby Paul, produjeron el debut de Smif-N-Wessun Dah Shinin. Siguieron trabajando con los miembros de Boot Camp Heltah Skeltah y O.G.C. en 1996, contribuyendo en gran parte de sus respectivos debuts, Nocturnal y Da Storm. A finales de los 90 expandieron su lista de clientes, produciendo a artistas más populares como Afu-Ra, Black Star, De La Soul, Eminem, Flipmode Squad, M.O.P., Mic Geronimo y O.C.. En 2001, la crew alcanzó los cinco miembros, con los productores Rich Blak y Chocolate Ty uniéndose a los ya conocidos Baby Paul, Evil Dee y Mr. Walt. Ese año lanzaron su álbum de debut, Brace 4 Impak en Rawkus Records, y con colaboraciones de Royce Da 5'9", Black Moon, Ras Kass, Diamond D, Cocoa Brovaz, Pete Rock, Talib Kweli, Freddie Foxxx, Jean Grae y Naughty By Nature. El single principal "Take That" se convirtió en un éxito de rap en 2001, llegando al Top 5 en la lista Hot Rap Singles. En 2004 sacaron su segundo álbum, Fully Loaded w/ Statik, en Copter Records. En el nuevo milenio, han trabajado para artistas como Akrobatik, Big Daddy Kane, Black Moon, Boot Camp Clik, Craig G, Dilated Peoples, Jean Grae, KRS-One, Naughty By Nature, Smif-N-Wessun y Wordsworth.

## Discografía
- Brace 4 Impak (2001, Rawkus Records)
- Fully Loaded w/ Statik (2004, Copter Records)